# Canton de Forbach-II
Le canton de Forbach-II est un ancien canton français situé dans le département de la Moselle et la région Lorraine.

## Histoire
Le canton de Forbach-II est créé par le décret du 8 août 1967 scindant le canton de Forbach. Il est supprimé par le décret du 24 décembre 1984 réorganisant les deux cantons de Forbach en trois cantons (Forbach, Stiring-Wendel et Behren-lès-Forbach).

## Composition
Le canton de Forbach-II était composé de :
- une portion du territoire de Forbach,
- les communes d'Alsting, Bousbach, Cocheren, Diebling, Etzling, Farschviller, Folkling, Kerbach, Merlebach, Metzing, Morsbach, Nousseviller-Saint-Nabor, Rosbruck, Spicheren, Théding et Tenteling.

## Représentation
| Période | Période             | Identité           | Étiquette   | Qualité                                                                |
| ------- | ------------------- | ------------------ | ----------- | ---------------------------------------------------------------------- |
| 1967    | 1973                | Jean-Éric Bousch   | RS puis UDR | Ingénieur Sénateur (1959-1974) Maire de Forbach (1953-1988)            |
| 1973    | 1976 (invalidation) | Anne-Marie Fritsch | Rad.        | Médecin, député (1973-1978)                                            |
| 1976    | 1984                | Jean-Éric Bousch   | RPR         | Sénateur (1959-1974) - Député (1978-1981) Maire de Forbach (1953-1988) |